# 부시 (밴드)
부시(Bush)는 1992년 잉글랜드에서 결성된 포스트 그런지 밴드이다. 2002년에 해체하였으며, 개빈 로즈데일은 그 후에 인스티튜트를 결성하여 잠시 동안 활동하였으며, 그 이후로는 솔로로 활동하고 있다.
부시라는 이름은 그들이 살았던 런던 셰퍼즈부시(Shepherd's Bush)에서 따온 것이다.

## 구성원

### 현재 멤버
- 개빈 로즈데일(Gavin Rossdale) - 보컬, 기타
- 로빈 굿리지(Robin Goodridge) - 드럼, 타악기
- 크리스 트라이노르(Chris Traynor)
- 코리 브리츠(Corey Britz)

### 이전 멤버
- 데이브 파슨스(Dave Parsons) - 베이스 기타
- 나이젤 펄스포드(Nigel Pulsford) - 리드 기타 (1992년 ~ 2002년)

## 음반 목록

### 스튜디오 앨범
- 《Sixteen Stone》(1994년)
- 《Razorblade Suitcase》(1996년)
- 《The Science of Things》(1999년)
- 《Golden State》(2001년)
- 《The Best of: 1994-1999》(2005년)
- 《Zen X Four》(2005년)

### 라이브 앨범
- 《Zen X Four》

### 컴필레이션 앨범
- 《Deconstructed》(1997년)
- 《The Best Of: 1994–1999》 (2005년)

### 싱글
- 〈Everything Zen〉
- 〈Little Things〉
- 〈Comedown〉
- 〈Glycerine〉
- 〈Machinehead〉
- 〈Swallowed〉
- 〈Greedy Fly〉
- 〈Bonedriven〉
- 〈Cold Contagious〉
- 〈Mouth (The Stingray Mix)〉
- 〈The Chemicals Between Us〉
- 〈Warm Machine〉
- 〈Letting the Cables Sleep〉
- 〈The People That We Love〉
- 〈Headful of Ghosts〉
- 〈Inflatable〉
- 〈Afterlife〉